# Journal de Malte

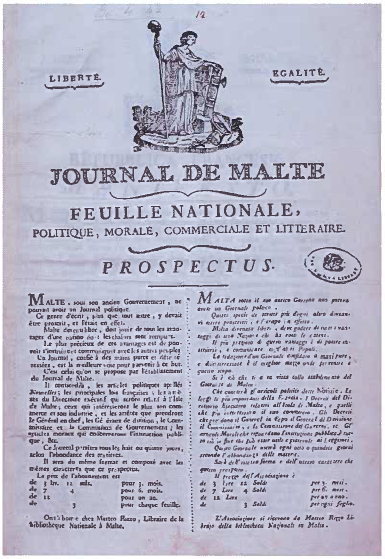
Journal de Malte, 1798

Il Journal de Malte fu il primo giornale di Malta, pubblicato tra luglio e settembre 1798 durante l'occupazione francese di Malta. Scritto in francese e in italiano, si ritiene che siano state pubblicate in totale dieci edizioni del giornale, anche se solo sette sembrano sopravvivere ancora oggi e non è chiaro se gli altri tre siano persi o se siano mai stati effettivamente pubblicati.

## Cronologia delle pubblicazioni
Il 27 giugno 1798, poco dopo l'invasione e l'occupazione francese di Malta, Claude-Henri Belgrand de Vaubois approvò una richiesta che teoricamente consentiva la libertà di stampa nelle isole. Nonostante ciò, il governo mantenne il pieno controllo su tutte le pubblicazioni.
Si ritiene che la prima edizione del Journal de Malte sia stata pubblicata il 14 luglio 1798, primo giornale mai pubblicato nelle isole maltesi. Esiste anche un prospetto per un altro giornale dal titolo Malta Libera, ma non sono note copie di questa pubblicazione ed è stato ipotizzato che Malta Libera avrebbe potuto essere il nome originale previsto per il Journal de Malte, ma il nome venne cambiato prima che il primo numero fosse pubblicato. Il 28 luglio, Jean de Boisredon de Ransijat scrisse a Napoleone che lo scopo della rivista era "quello di realizzare il duplice scopo di lodare con dignità [le altre e gloriose imprese di Napoleone] e di illuminare i maltesi sui vantaggi della loro unione con la Francia". Il direttore del giornale era Michel-Louis-Étienne Regnaud de Saint-Jean d'Angély.
Il giornale ebbe vita breve e la pubblicazione si interruppe a settembre dopo che scoppiò una ribellione contro l'occupazione francese tra la popolazione maltese.

## Formato e contenuto
Il Journal de Malte era bilingue e ogni pagina era divisa in due colonne con testo francese a sinistra e italiano a destra. Il giornale riportava il motto Liberté, Égalité, e il suo titolo completo era Journal de Malte. Feuille Nationale, Politique, Morale, Commerciale et Litteraire.
Il Journal de Malte era un mezzo di propaganda e mirava a rafforzare il morale della guarnigione francese e a indottrinare la piccola porzione della popolazione maltese che era alfabetizzata. La prima pagina del Journal conteneva notizie, seguite da istruzioni e testi di Vaubois e Saint-Jean d'Angély. Comprendeva discorsi ed editoriali a sostegno dell'occupazione francese e un'edizione includeva anche una lettera pastorale del vescovo Vincenzo Labini.

## Distribuzione
La tiratura del Journal de Malte fu fissata a 500 copie nell'agosto del 1798, e furono fatti sforzi per distribuire il foglio sia nell'area urbana attorno al Grand Harbour (che comprende la capitale La Valletta, Floriana e le Tre Città) che nelle zone rurali. Abbonamenti al giornale erano dovuti a Matteo Rizzo, il bibliotecario della Bibliotheca Publica.

## Edizioni e copie sopravvissute
Si ritiene che tra luglio e settembre 1798 siano state pubblicate 10 edizioni del Journal, con le date di emissione secondo una fonte del XIX secolo come segue:
- Edizione 1 - 14 luglio 1798
- Edizione 2 - 24 luglio 1798
- Edizione 3 - 9 agosto 1798
- Edizione 4 - 12 agosto 1798
- Edizione 5 - 15 agosto 1798
- Edizione 6 - 18 agosto 1798
- Edizione 7 - 20 agosto 1798
- Edizione 8 - 27 agosto 1798
- Edizione 9 - 28 agosto 1798
- Edizione 10 - 26 settembre 1798

Una fonte del 1916 riporta che ci fossero in realtà 12 edizioni, ma questa affermazione sembra essere priva di fondamento.
Sette edizioni del giornale sono conservate presso la Biblioteca Nazionale di Malta, mentre non sono pervenute le edizioni 2, 5 e 9. Mancano anche due pagine della copia dell'edizione 10 conservate in biblioteca. Le sette edizioni conservate hanno numeri di pagina consecutivi, quindi è possibile che le edizioni 2, 5 e 9 non siano mai state effettivamente pubblicate.
Quattro edizioni del Journal (numeri 1, 3, 4 e 10) sono conservate anche alla Biblioteca nazionale di Francia di Parigi.

## Lascito storico
Benché di breve durata, il Journal de Malte ebbe un impatto significativo poiché fu il primo giornale mai pubblicato a Malta. Si ritiene che la parola maltese ġurnal ("giornale") derivi dal nome di questa pubblicazione. È anche considerato il predecessore di vari giornali in lingua italiana pubblicati durante il protettorato britannico: il Foglio d'Avvisi (1803-1804), L'Argo (1804), Il Cartaginese (1804-1807), il Giornale di Malta (1812-1813) e infine la Gazzetta del Governo di Malta, che fu pubblicata per la prima volta dalle autorità coloniali britanniche nel 1813 e oggi continua ad essere pubblicata come gazzetta ufficiale dal governo di Malta.